# Mjorju-dži
Mjorju-dži (妙立寺), splošno znan kot Nindža-dera (tempelj Nindža), je budistični tempelj, ki pripada sekti Ničiren in stoji v mestu Kanazava, prefektura Išikava, Japonska. Čeprav dejansko ni povezan z nindžami, si je tempelj prislužil vzdevek zaradi številnih zavajajočih obramb.

## Zgodovina
Leta 1585 je Maeda Tošiie, ustanovni daimjo domene Kaga, zgradil kapelo znotraj gradu Kanazava kot molitveni kraj domene Kaga. Leta 1643 je Maeda Tošicune, tretji daimjo domene Kaga, preselil kapelo na novo lokacijo v okrožju Tera-mači južno od gradu in ukazal zgraditi pravi tempelj. Postavitev in lokacija templja sta bila del obrambnih načrtov domene pred morebitnim napadom centralne vlade (šogunat Tokugava).
Ker je šogunat Tokugava v obdobju Edo uvedel stroge gradbene omejitve kot enega od načinov oslabitve svojih regionalnih gospodarjev, je bil Mjōrjū-dži zasnovan tako, da bi zaobšel omejitve in služil kot prikrita vojaška postojanka. Dopolnjen je bil s precejšnjimi obrambnimi elementi in evakuacijskimi potmi, tako da so njegovi branilci lahko opozorili grad v primeru napada. Ti so vključevali skrite tunele, skrivne sobe, pasti in labirint hodnikov in stopnišč.

## Lastnosti
Šogunat Tokugava je prepovedal gradnjo stavb, višjih od treh nadstropij. Gledano od zunaj se zdi, da je tempelj dvonadstropna stavba, v resnici pa je štirinadstropna stavba s sedemplastno notranjo strukturo.
Tempelj je zgrajen okrog osrednjega vodnega vodnjaka, ki je globok približno 25 m; dno vodnjaka naj bi se povezovalo s tunelom do gradu Kanazava. Glavna stavba ima zapleteno razporeditev, ki vključuje srednje nadstropje in mezanin nadstropje ter vsebuje 23 sob in 29 stopnišč. Obstajajo različne naprave za preslepitev sovražnika, kot so skrite komore in stopnice, povsem nepričakovana in povratna vrata in tla, podobna pastem, skrivni predori, jame za pobeg. Razgledišče na vrhu ponuja razgled na okolico. Poleg tega so zidovi in streha templja zelo močni in dovolj vzdržljivi, da prenesejo tajfune in močno sneženje.